# Pál Dárdai
Pál Dárdai (Pécs, 16 de março de 1976), é um treinador e ex-futebolista húngaro que atuava como meio campo. Atualmente comanda o Hertha Berlim.

## Treinador
Foi treinador da Seleção Húngara de Futebol entre 2014 e 2015. Em fevereiro de 2015 assumiu o comando do Hertha Berlin.

## Títulos
Hertha Berlim
- 2. Bundesliga: 2010–11
- DFB-Ligapokal: 2001, 2002
- UEFA Intertoto Cup: 2006